# Newton Gilbert

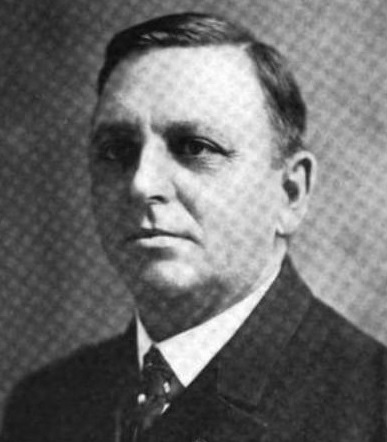
Newton Gilbert

Newton Whiting Gilbert (* 24. Mai 1862 in Worthington, Franklin County, Ohio; † 5. Juli 1939 in Santa Ana, Kalifornien) war ein US-amerikanischer Politiker und 1913 kommissarischer Generalgouverneur der Philippinen.

## Studium und Aufstieg zum Kongressabgeordneten
Nach dem Studium der Rechtswissenschaften an der Ohio State University war er ab 1885 als Rechtsanwalt in Angola (Indiana) tätig. Von 1888 bis 1896 war er ernannter und später gewählter Vermessungsinspektor im Steuben County. 1896 wurde er zunächst Mitglied des Senats von Indiana sowie anschließend von 1901 bis 1905 Vizegouverneur dieses Bundesstaates. Während des Spanisch-Amerikanischen Krieges war Gilbert Hauptmann und Chef der H-Kompanie des 157. Infanterieregiments der Freiwilligen Armee.
Vom 4. März 1905 an vertrat er die Republikanische Partei im Wahlkreis Fort Wayne als Mitglied des Repräsentantenhauses im 59. Kongress der Vereinigten Staaten.

## Aufstieg zum Generalgouverneur der Philippinen
Bereits am 6. November 1906 trat Gilbert jedoch von seinem Abgeordnetenmandat zurück und wurde Richter des Erstinstanzlichen Gerichts von Manila. Zwei Jahre später wurde er von Präsident Theodore Roosevelt zum Mitglied der Philippinischen Kommission ernannt. Als solcher war er von 1908 bis 1909 Präsident der Verwaltungsbehörde der University of the Philippines sowie für kurze Zeit 1909 Gouvernementssekretär für öffentliche Aufträge. 1909 bis 1913 diente er dann als Vizegouverneur der Philippinen.
Gilbert war vom 1. September bis zum 6. Oktober 1913 als Nachfolger von William Cameron Forbes amtierender Generalgouverneur der Philippinen bis zur Amtsübernahme durch Francis Burton Harrison. Nach seiner Rückkehr von der Philippinen war er Rechtsanwalt in New York. Darüber hinaus war er im Jahr 1916 Delegierter zur Republican National Convention.